# Rune Glifberg
Rune Glifberg nació el 7 de octubre de 1974 en Copenhague, Dinamarca, y es un conocido skater profesional. Su especialidad es el vert, en cuya modalidad ha logrado sus mayores éxitos como el Campeonato del mundo de vert de 2001 y los Slam City Jam de 1996 y 1998 en esa modalidad.
Actualmente reside en Leucadia, California.

## Biografía
Rune nació y creció en Copenhague, la capital danesa. Cuando tenía 11 años,  sus mejores amigos le trajeron un monopatín de Estados Unidos y comenzó a patinar. Poco a poco fue dejando el fútbol, su gran pasión, para salir todos los días a practicar con su monopatín y mejorar su skate. La escasa popularidad del deporte en Dinamarca por aquel entonces facilitó la rápida ascensión de Rune al éxito.
Con 18 años consiguió su primer contrato profesional y en 1996 sus patrocinadores le aconsejaron trasladarse a Estados Unidos, concretamente a California, donde encontraría más y mejores rivales y muchas más competiciones de manera habitual. Al poco tiempo, una de las grandes compañías fabricantes de monopatines del mundo, Flip, fichó a Rune. Tras Flip se unirían Volcom, etnies y Ricta, líder mundial de fabricación de ruedas para monopatines.
Sus mayores éxitos han sido la victoria en el Campeonato del mundo de vert de 2001 y los Slam City Jam de 1996 y 1998, entre otras muchas victorias.

## Curiosidades
- El prestigio que Rune ha ido adquiriendo a lo largo de su carrera le sirvió para aparecer en las sagas del famoso videojuego Tony Hawk's Pro Skater, donde se incluyen los mejores skaters del mundo. Ha aparecido en 5 de las 9 entregas del juego (desde Tony Hawk's Pro Skater hasta Tony Hawk's Underground).

- Rune tiene su propio modelo de zapatillas con etnies, el Forsvar (que significa "defender", en danés).

## Historial de pruebas
A continuación se muestra un desglose de las competiciones en las que ha participado Rune y sus resultados:
- 2º puesto en el 2006 World Bowl Rankings. www.wcsk8.com
- 1º en 2007 Protec Pool Party
- 1º en 2007 Bondi Bowl A Rama Australia.
- 1º en 2006 Northshore Bowl Jam.
- 3º en 2006 Dessert Dog Park Slalom.
- 1º en 2006 Dessert Dog Bowl Bash.
- 2º en 2006 GVR Etnies Men's Bowl.
- 1º en 2006 Mystic Sk8 Cup: Vert.
- 2º en 2006 Oregon Trifecta West Linn, Oregon Bowl.
- 1º en 2006 Oregon Trifecta Lincoln City, Oregon Bowl.
- 2º en 2006 WCSK8 World Bowl Rankings. (Wcsk8)
- 2º en 2006 Vans Pro-Tec Pool Party.
- 1º en 2006 Quiksilver Bowlriders (Sweden)
- 1º en 2005 Vans Pro-Tec Pool Party.
- 1º en 2004 Mystic Sk8 Cup: Vert.
- 3º en 2004 Toronto West 49 Open Vert Best Trick.
- 3º en 2004 Toronto West 49 Open Vert.
- 1º en 2004 Gravity Games: Vert.
- 1º en 2004 Snickers Bowl Games.
- 2º en 2003 Pro vert European Rankings. www.wcsk8.com
- 2º en 2003 Globe World Championships Vert.
- 1º en 2003 Scandinavian Open: Vert.
- 1º en 2003 Tampa Pro: Vert
- 2º en 2002 Pro Vert European Rankings. www.wcsk8.com
- 1º en 2002 Scandinavian Open: Vert.
- Campeón; World Champion Skateboarding Vert 2001. www.wcsk8.com
- 1º en 2001 Scandinavian Open: Vert.
- 1º en 2001 Gravity Games: Vert.
- 1º en 1998 Slam City Jam: Vert.
- 1º en 1996 Slam City Jam: Vert.

X-Games: Resultados
- Verano de 1995 Skateboard VERT: 3
- Verano de 1996 Skateboard VERT: 17
- Verano de 1997 Skateboard VERT: 2
- Verano de 1997 Skateboard VERT DOBLES (con Mike Crum): 5
- Verano de 1997 Skateboard PARK: 15
- Verano de 1998 Skateboard VERT: 12
- Verano de 1999 Skateboard VERT: 12
- Verano de 1999 Skateboard VERT DOBLES (con Mike Crum): 3
- Verano de 2000 Skateboard VERT 5
- Verano de 2000 Skateboard VERT DOBLES (con Mike Crum): 6
- Verano de 2001 Skateboard VERT: 6
- Verano de 2002 Skateboard VERT: 3
- Verano de 2002 Skateboard VERT DOBLES (con Mike Crum): 3
- Verano de 2003 Skateboard VERT: 3
- Verano de 2003 Skateboard VERT DOBLES (con Mike Crum): 2
- Verano de 2003 Skateboard VERT MEJOR TRUCO: 6
- Verano de 2004 Skateboard VERT: 3
- Verano de 2005 Skateboard VERT: 9
- Verano de 2005 Skateboard VERT MEJOR TRUCO: 5
- Verano de 2006 Skateboard VERT: 5
- Verano de 2009 Skateboard SKATEPARK: 1